# الملتقى الحسيني للأطفال الرضع

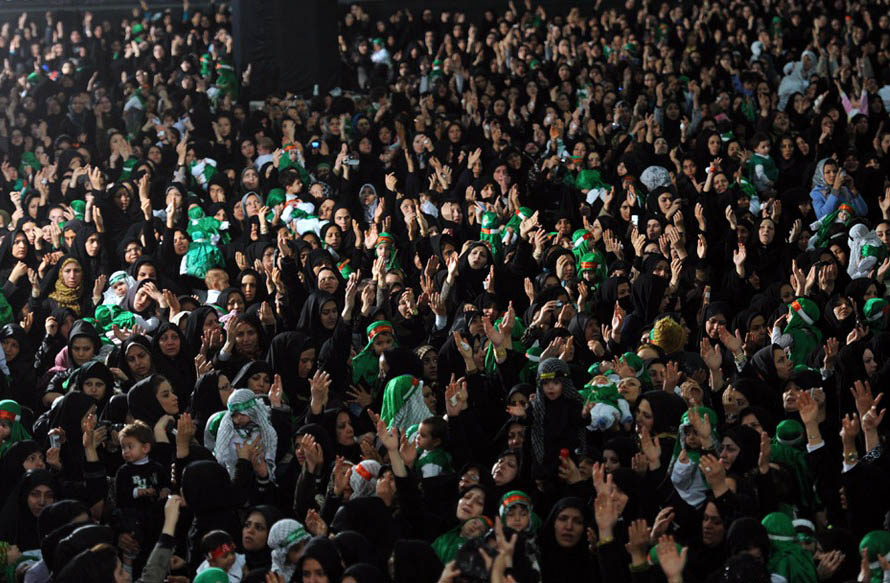
اليوم العالمي للطفل الرضيع في مصلی طهران عام 2011 مـ

الملتقى الحسيني للأطفال الرضع هو أول يوم جمعة من شهر محرم الحرام، يحيي فيه الشيعة ذكرى عبد الله الرضيع ابن الإمام الحسين .حيث تقام بذلك اليوم مجلس عزاء بحضور الأمهات والنساء والأطفال الرضع. وتقام هذه المراسم في مختلف أنحاء العالم الإسلامي.

## نظرة عامة
الملتقى الحسيني للأطفال الرضع هو ملتقى سنوي يقام لإحياء ذكرى عبد الله الرضيع ابن الإمام الحسين الذي كان عمره حوالي ستة أشهر في معركة كربلاء واستشهد بسهم حرملة بن كاهل الأسدي الكوفي، ویکون هذا الإحياء من أجل إظهار مظلومية رضيع الحسين ورضيع الرباب إلى العالم.

## كيفية إحياء المراسم
تقام مراسم الإحياء سنوياً في صباح أول جمعة من شهر محرم بحضور الأمهات والنساء مع أطفالهن الرضع بالملابس الخضراء والعصابة المكتوب عليها «السلام على رضيع الحسين» أو عبارات أخرى معبرة.
وتقرأ في هذه المجالس مصبية رضيع الحسين، أصغر جندي في معركة كربلاء، وتذكر مظلوميته ومظلومية أبيه الحسين.

## اتساع رقعة احياء هذه المراسم
إنبثقت فكرة إحياء الملتقى الحسيني للأطفال الرضع في محرم عام 2003م  وذلک في حسينية المهدية في طهران وثم توسعت في مختلف مدن إيران وسائر أنحاء العالم.
حيث تقام هذه المراسم سنوياً في إيران وبحرين ولبنان والعراق وباكستان وتركيا وبلدان أخرى.
وأشار المسئول التنفيذي لهذه المراسم:«أن هذه الذكرى تقام بأكثر من 2500 مكان في داخل إيران و2300 مكان في مختلف أنحاء العالم.»

## معرض الصور

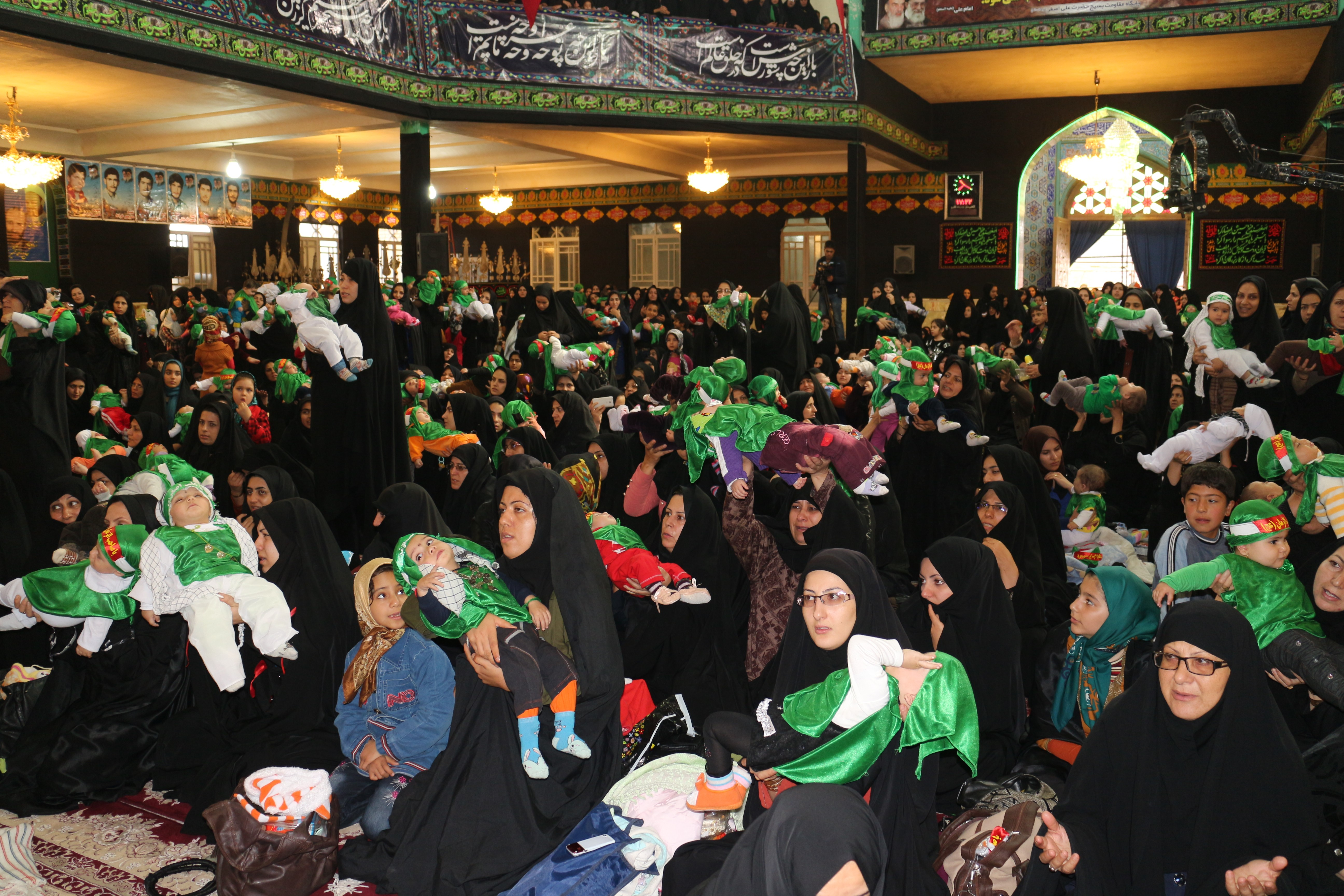
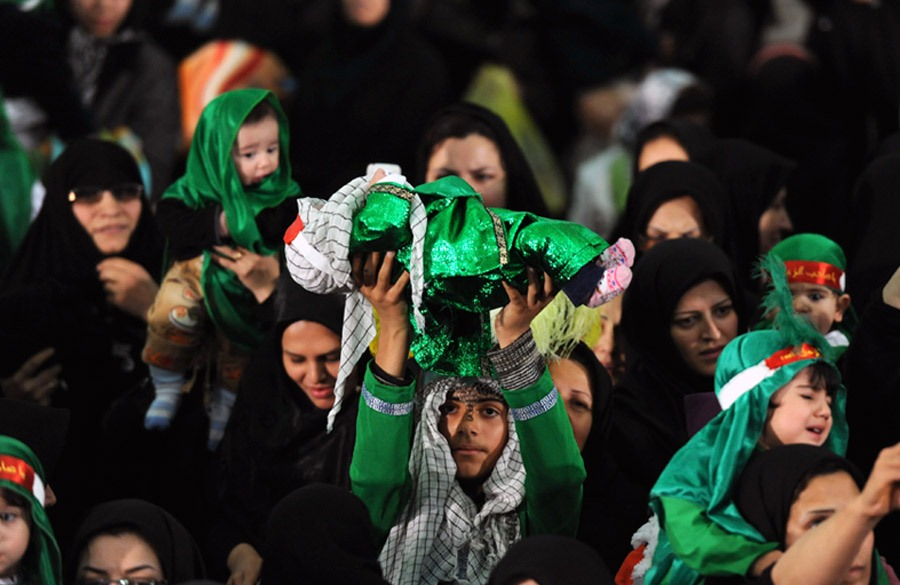
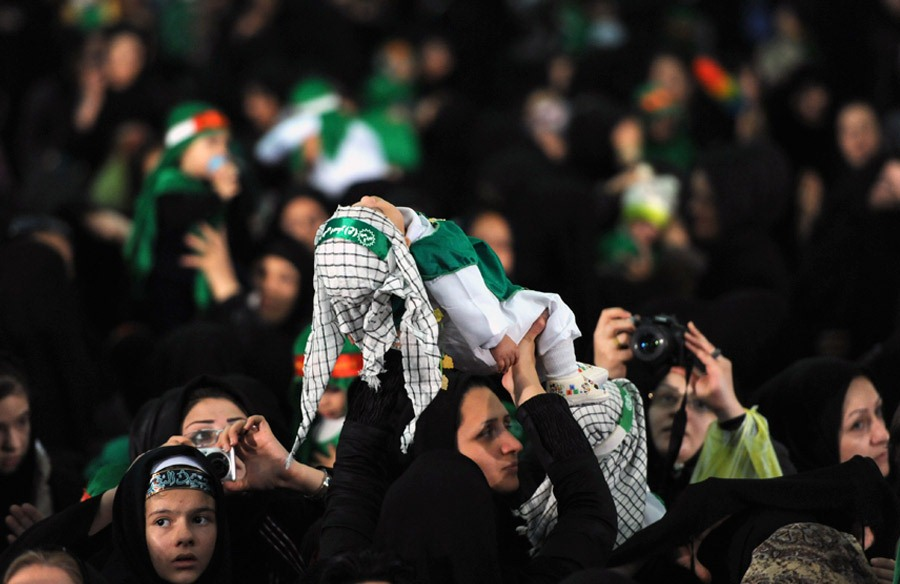
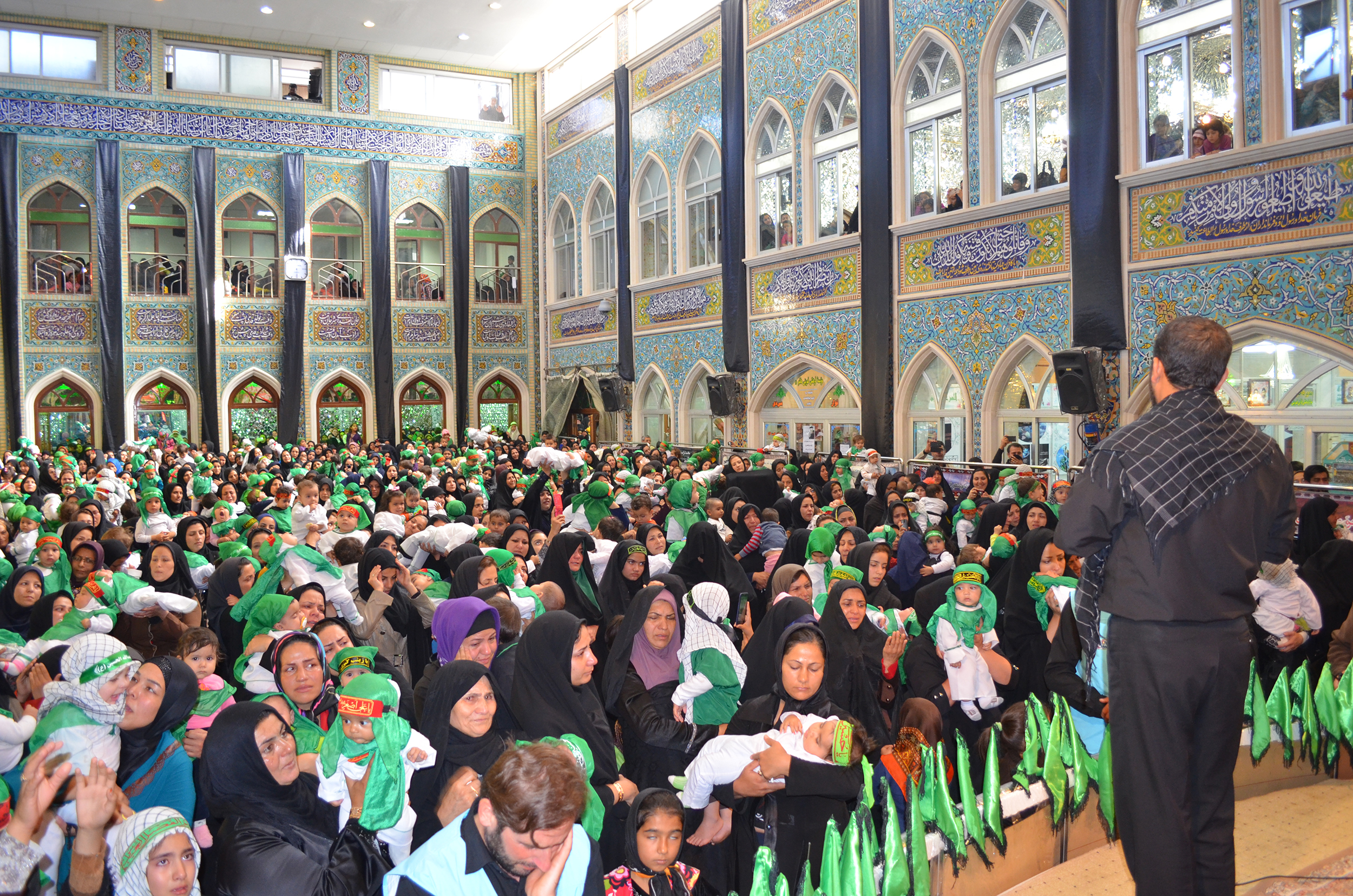
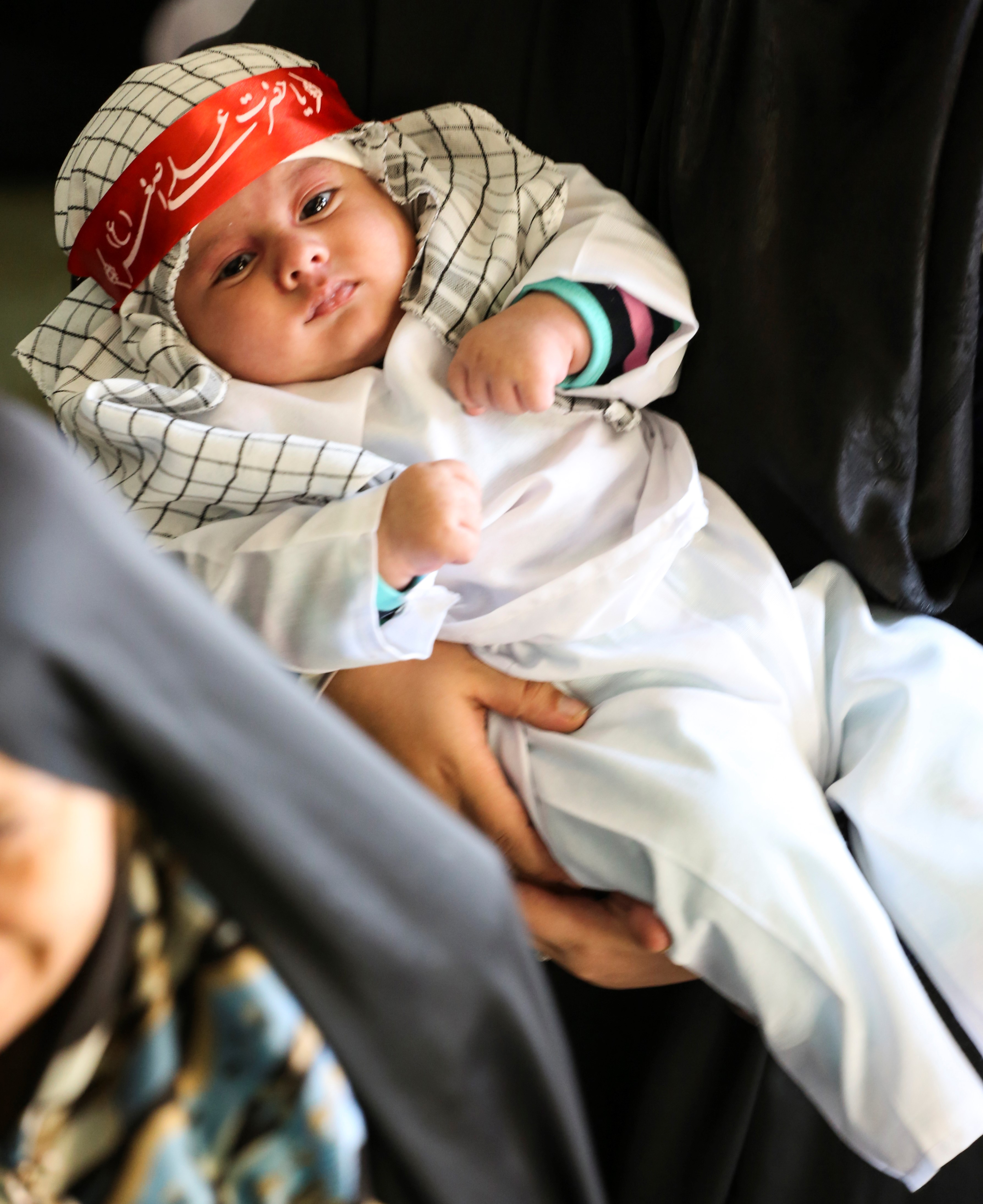
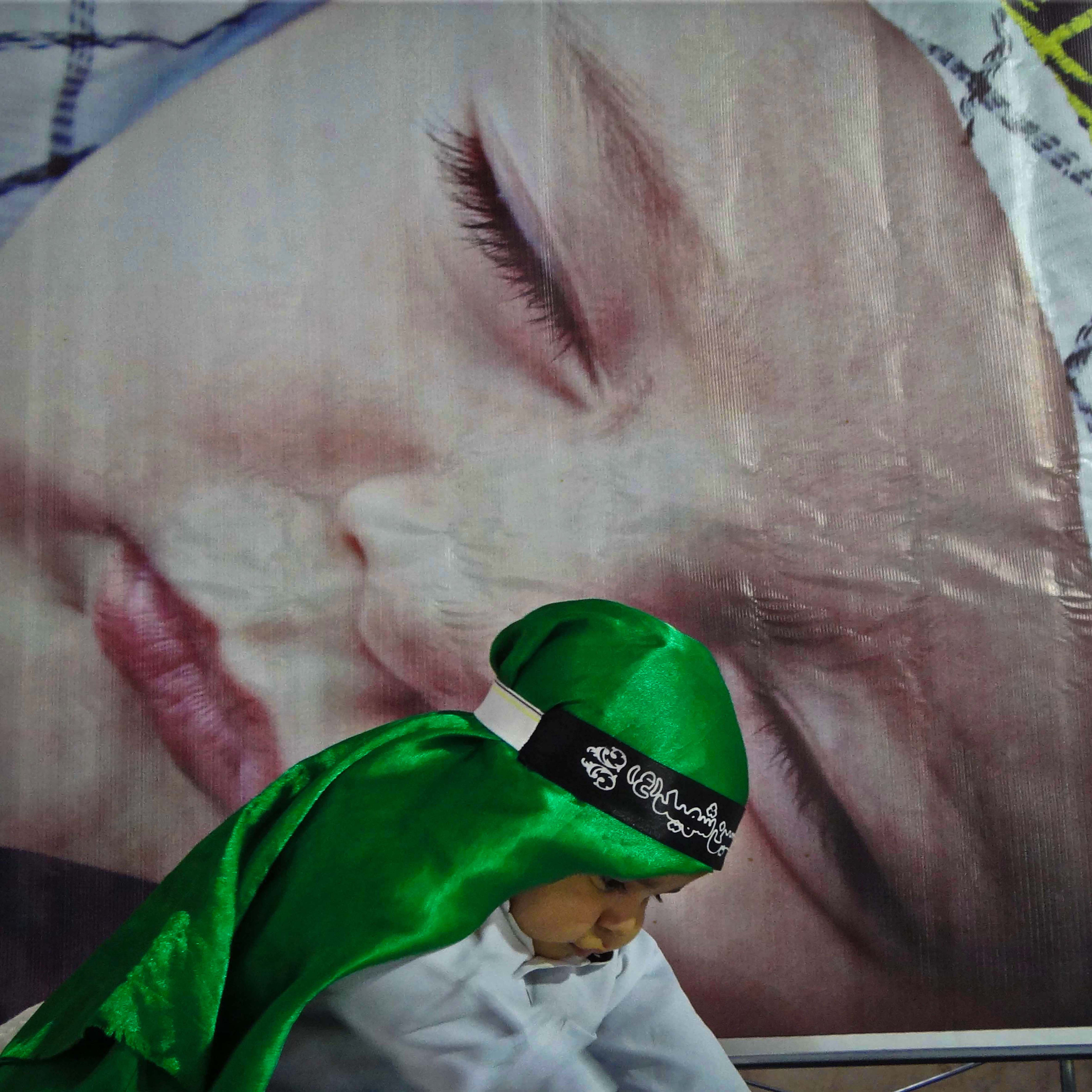
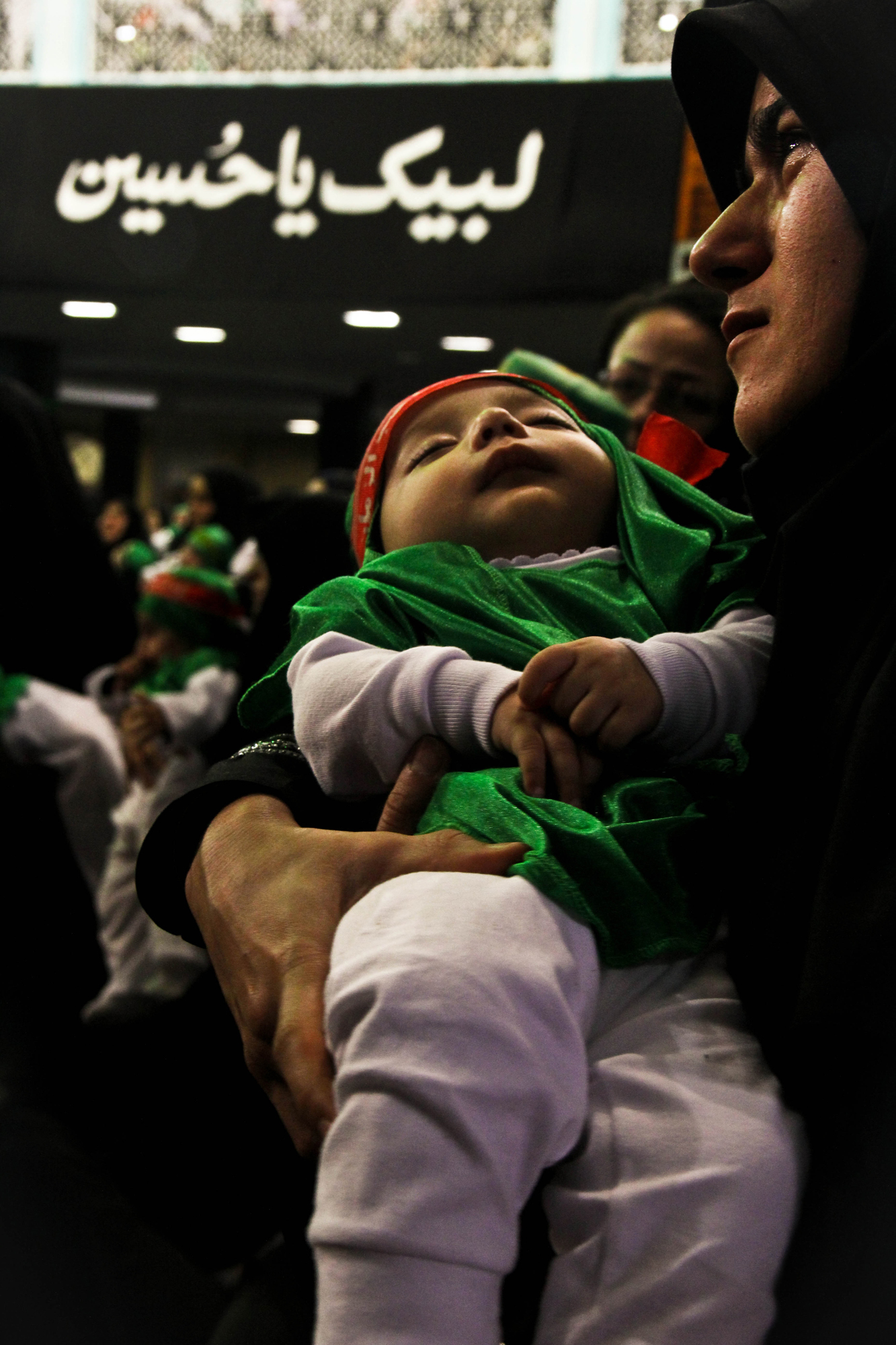
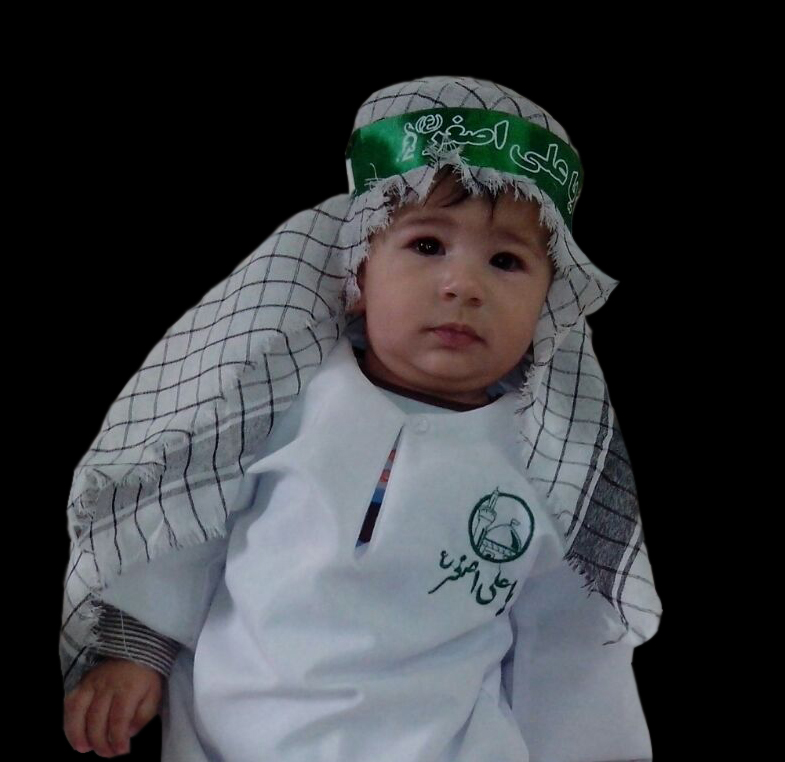
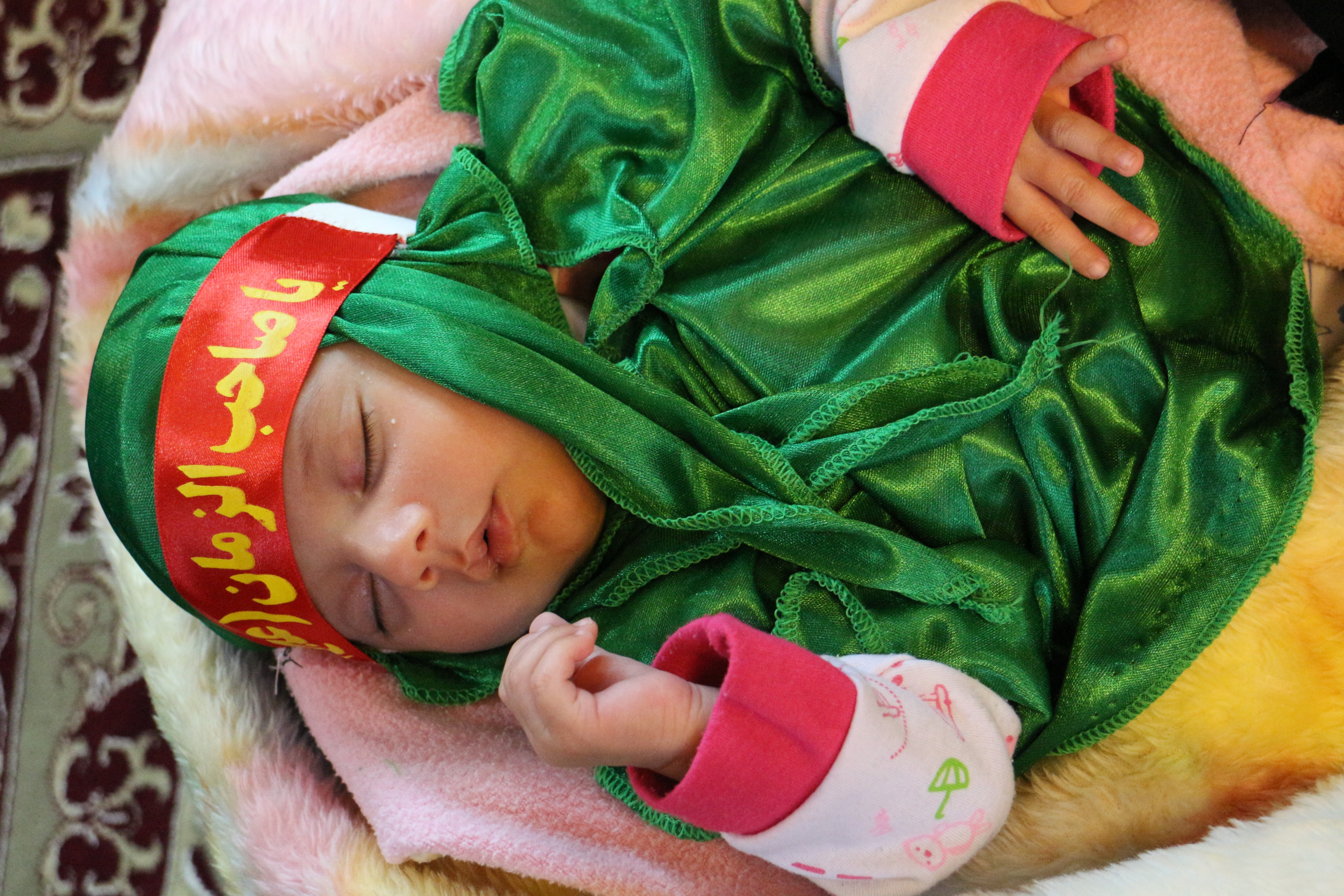
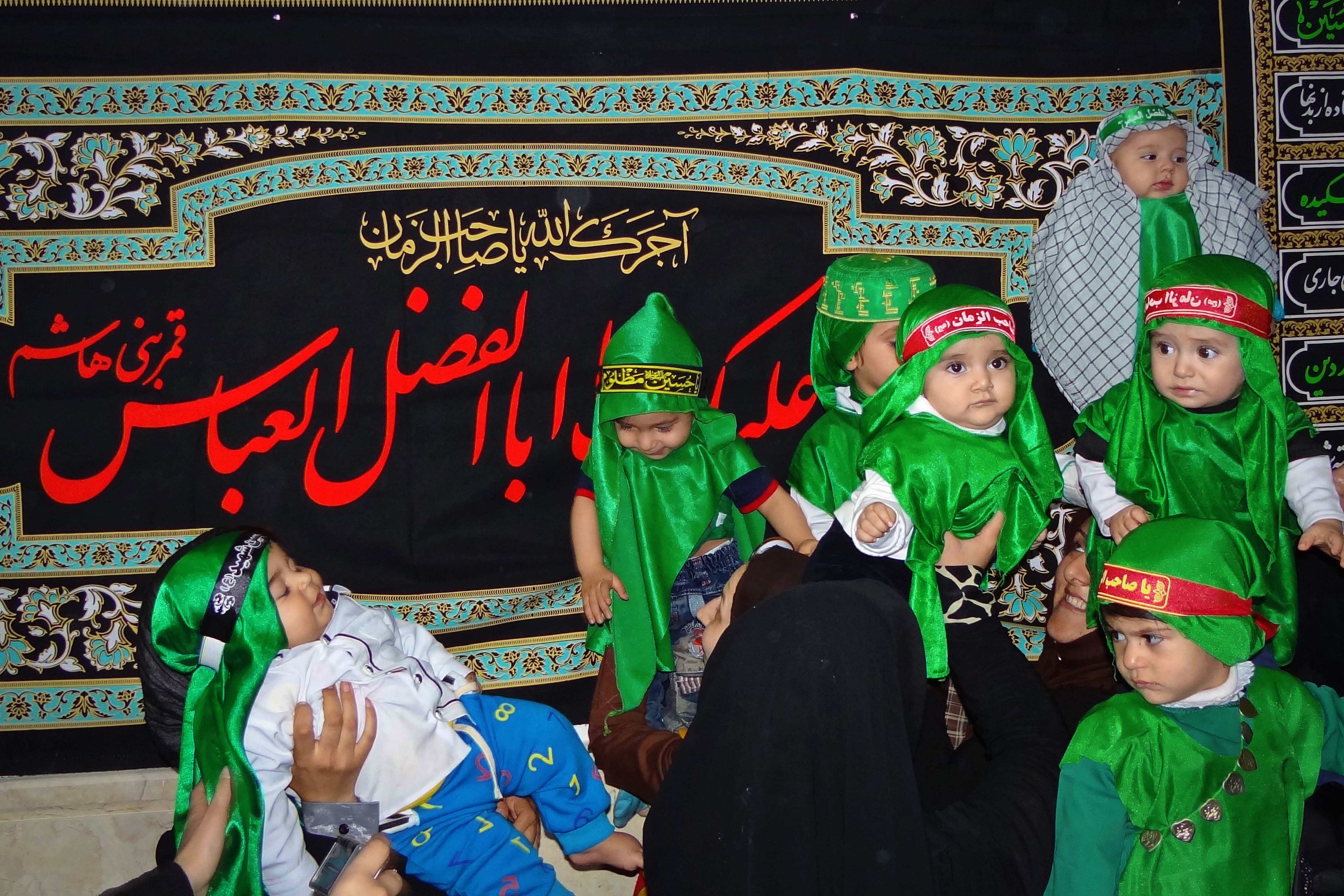
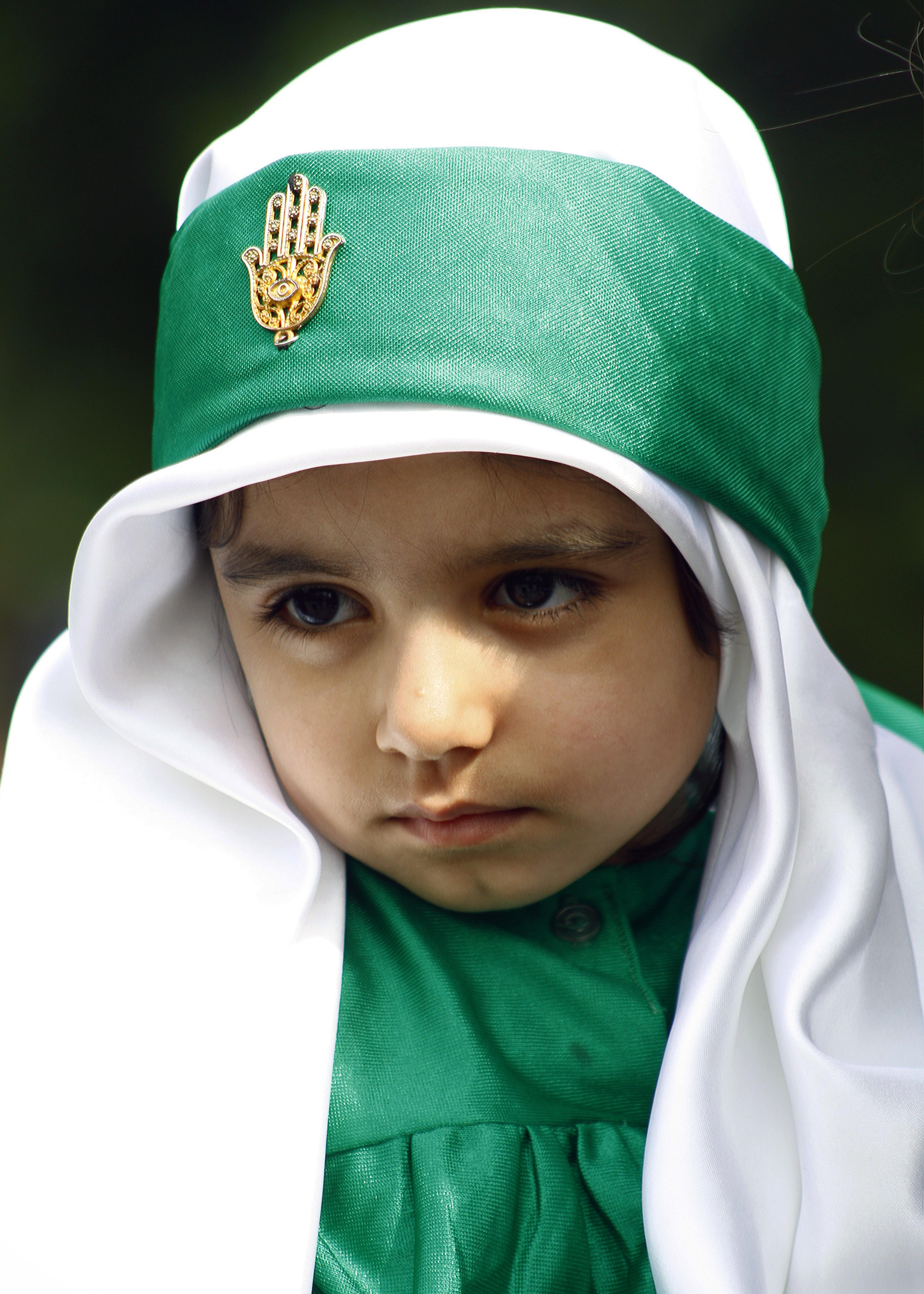

## الروابط الخارجية
- صور إقامة اليوم العالمي للطفل الرضيع عليه السلام للسنة الثامنة في مدينة رشت الإيرانية.